# 898
| Calendário gregoriano                                                        | 898 DCCCXCVIII                                       |
| Ab urbe condita                                                              | 1651                                                 |
| Calendário arménio                                                           | 347 – 348                                            |
| Calendário bahá'í                                                            | -946 – -945                                          |
| Calendário budista                                                           | 1442                                                 |
| Calendário chinês                                                            | 3594 – 3595 Início a 28 de janeiro (aproximadamente) |
| Calendário copta                                                             | 614 – 615                                            |
| Calendário etíope                                                            | 890 – 891                                            |
| Calendários hindus - Vikram Samvat - Calendário nacional indiano - Cáli Iuga | 953 – 954 819 – 820 3998 – 3999                      |
| Calendário Holoceno                                                          | 10898                                                |
| Calendário islâmico                                                          | 285 – 286                                            |
| Calendário judaico                                                           | 4658 – 4659                                          |
| Calendário persa                                                             | 276 – 277                                            |
| Calendário rúnico                                                            | 1148                                                 |
| Calendário solar tailandês                                                   | 1441                                                 |

| Calendário gregoriano                                                        | 898 DCCCXCVIII                                       |
| Ab urbe condita                                                              | 1651                                                 |
| Calendário arménio                                                           | 347 – 348                                            |
| Calendário bahá'í                                                            | -946 – -945                                          |
| Calendário budista                                                           | 1442                                                 |
| Calendário chinês                                                            | 3594 – 3595 Início a 28 de janeiro (aproximadamente) |
| Calendário copta                                                             | 614 – 615                                            |
| Calendário etíope                                                            | 890 – 891                                            |
| Calendários hindus - Vikram Samvat - Calendário nacional indiano - Cáli Iuga | 953 – 954 819 – 820 3998 – 3999                      |
| Calendário Holoceno                                                          | 10898                                                |
| Calendário islâmico                                                          | 285 – 286                                            |
| Calendário judaico                                                           | 4658 – 4659                                          |
| Calendário persa                                                             | 276 – 277                                            |
| Calendário rúnico                                                            | 1148                                                 |
| Calendário solar tailandês                                                   | 1441                                                 |

898 (DCCCXCVIII, na numeração romana) foi um ano comum do século IX do Calendário Juliano, da Era de Cristo, teve início a um domingo e terminou também a um domingo e a sua letra dominical foi A (52 semanas).
No território que viria a ser o reino de Portugal estava em vigor a Era de César que já contava 936 anos.
| Ano completo                    |
| ------------------------------- |
| Ano comum com início ao domingo |

## Nascimentos
- Eberardo III de Lebarten, conde de Lauremburgo  (m. 927).
- García Aznar de Cominges e Couserans, visconde e conde de Cominges  (m. 940).
- Hugo, o Grande, duque dos francos e conde de Paris  (m. 956).
- Ibne al-Jazar (data provável), médico e polímata da Ifríquia (atual Tunísia), célebre principalmente pelo tratado de medicina traduzido no Ocidente como “Viático do viajante”  (m. 980).

## Mortes
- 1 de fevereiro — Odo I de Paris (Eudes), rei dos Francos  (n. 860).